# 드미트로 치제우스키
드미트로 이바노비치 치제우스키(우크라이나어: Дмитро́ Іва́нович Чиже́вський, 러시아어: Дмитрий Иванович Чижевский 드미트리 이바노비치 치젭스키[*], 독일어: Dmitrij Tschižewskij, 1894년 4월 4일~1977년 4월 18일)는 우크라이나의 문학자, 철학자이다. 초기에는 헤겔주의를 연구하여 1934년 독일 할레 대학교에서 헤겔을 주제로 박사 학위를 받았다. 이후 주 연구 분야를 슬라브학으로 변경했고 우크라이나, 러시아, 폴란드 ,체코를 비롯한 슬라브학으로 분야를 바꿔 슬라브 문학, 언어, 역사, 철학, 민속학 등 다방면으로 연구했다. 특히 우크라이나 문학에 대한 독보적인 연구로 잘 알려져 있으며 대표 저서로는 흐리호리 스코보로다 연구서인 《스코보로다, 시인, 사상가, 신비주의자》(1974), 우크라이나의 문학사를 통사적으로 종합한 《우크라이나 문학사》(1975) 등이 있다.